# Карпы (народ)

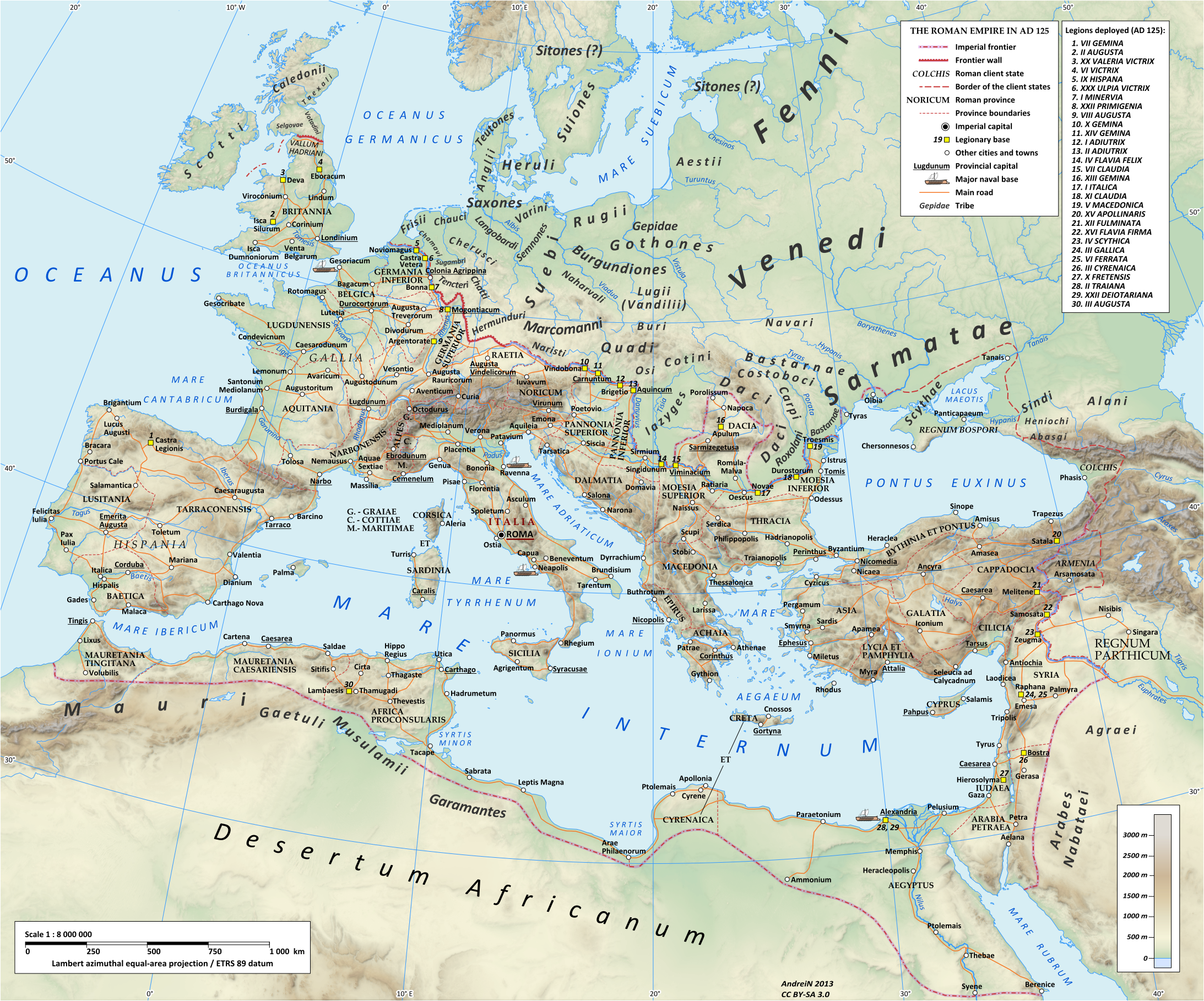
Карпы на восточных склонах Карпат на карте Европы по состоянию на 125 год

Карпы (лат. Carpi, греч. Καρπιανοί, Καρποι) — этнос, проживавший в Дакии во II—VIII вв. к северу от нижнего Дуная и известный своими войнами с Римской империей.

## История народа
Впервые карпы (карпиане, Καρπιανοί) упомянуты александрийским географом Птолемеем в середине II века как народ, проживающий «между певкинами и бастарнами». Во времена Птолемея это племя ещё не рассматривалось как значительное. Использование Птолемеем привязки к географическим координатам и объектам позволяет локализовать карпов к востоку от Карпат в бассейне реки Днестр на территории совр. восточной Румынии, Молдавии и западной Украины.
Карпы приобрели значение в III веке как одно из сильнейших и воинственных варварских племён за Дунаем. Во фрагменте писателя VI века Петра Магистра содержится рассказ о том, что в 230 году карпы просили у римского наместника Мёзии дань подобно той, которую уже получали готы. В дани им было отказано, но устрашённые приготовлениями римских войск карпы не совершали набегов по крайней мере в течение нескольких лет после того.
По словам афинского историка Дексиппа, Скифская война началась при императоре Бальбине нападением карпов в 238 году на римскую провинцию Мёзия, прилегающую к южному берегу Дуная в его нижнем течении. Вскоре почётный титул «Карпийского» (Carpicus) получили римские императоры Филипп и его сын в 245 и 247 годах. Зосима впрочем сообщает, что Филиппу не удалось разбить карпов, засевших в укреплённой крепости, и он был вынужден заключить с ними мир.
Иордан отозвался о карпах как «чрезвычайно опытных в войне людях, которые часто бывали враждебны римлянам». По словам Иордана около 248 года 3 тысячи карпов в составе готского войска приняли участие в набеге на Мёзию. В 251 году в битве при Абритте (в совр. Болгарии) погиб император Деций. Хотя большинство источников называет готов в качестве противника римлян в этом сражении, писатель IV века Лактанций указал на карпов как на победителей Деция.
Походы карпов отмечены Зосимой при императорах Галле и Валериане в 250-е годы.
В 271 году император Аврелиан разбил карпов в провинции Европа (юго-восточная Фракия), удостоившись от сената титула «Карпийского». После поражения готов в Скифской войне карпы продолжали набеги на римские владения в конце III века. Полководец императора Диоклетианa цезарь Галерий в 290-х годах совершенно разбил их, за что был двукратно провозглашён «великим победителем карпатов». В 297 году титула «Карпийского» удостоился император Диоклетиан, при котором карпы по словам Иордана были подчинены Риму.
Победа Римской империи над карпами при Диоклетиане, по-видимому, не была окончательной, так как в 319 году в одной из африканских надписей император Константин был титулован как «Gothicus maximus et Carpicus». Тем не менее, племя карпов исчезает из упоминаний историков при описании событий после Диоклетиана, хотя Аммиан Марцеллин при описании похода императора Валента в 367 году заметил о существовании на нижнем Дунае «селения карпов». По свидетельству Марцеллина, к северу от нижнего Дуная в эту эпоху господствовали только готы.

## Этническая принадлежность
Согласно Клавдию Птолемею, карпы жили в восточной Дакии — на территории древней Молдавии. Памятники культуры карпатских курганов, распространенные в предгорных областях Восточных Карпат (в верхнем течении Днестра, Сирета и Прута), принадлежали карпам. Некоторые исследователи, интерпретируя происхождение и этническую принадлежность карпов, связывали их с дакийским и праславянским компонентами. Карпы вместе с германскими племенами упоминаются в совместных набегах на римские провинции к югу от Дуная. Зосима при описании событий середины III века в кн.1 называет карпов как Καρποι; в рассказе о деяниях императора Феодосия в 380-е годы один раз употребил этноним карподаки (Καρποδάκαι).
Птолемей перечисляет ряд городов в регионе предположительного расселения карпов в бассейне Днестра, Прута и к северу от нижнего Дуная: Карсидава (Καρσίδαυα), Патридава (Πατρίδαυα), Петродава (Πετρόδαυα), Заргидава (Ζαργίδαυα), Тамасидава (Ταμασίδαυα), Пироборидава (Πιροβορίδαυα). Окончание на -дава сближает названия этих городов с названиями городов в соседней Дакии — среди них Маркодава (Μαρκόδαυα), Зусидава (Ζουσίδαυα), Комидава (Κομίδαυα), Аргидава (Ἀργίδαυα), Рамидава (Ραμίδαυα) и другие.
В пользу местного происхождения карпов свидетельствует упоминание Зосимой крепости карпов, в которой они отбивались от войск императора Филиппа.

## Карпы иКарпаты
Хотя позднеантичные авторы не связывали этноним карпы с названием Карпатских гор, фонетическая близость слов делает заманчивым проследить этимологию названия племени. Впервые упомянувший карпов географ Птолемей также впервые назвал Карпаты, хотя и поместил племя в некотором отдалении от одноимённых гор в силу искажённого представления об их протяжённости и топографии. Более ранний источник, Пейтингерова таблица, называл Восточные Карпаты Бастарнскими Альпами (Alpes Bastarnicae) по имени обитающих в тех краях бастарнов.
Историки и лингвисты затрудняются дать ответ на вопрос: племя названо по горам, или наоборот. По наиболее распространённой гипотезе, название Карпаты стало производным от пра-и.е. *sker-/*ker-, означающего «горная каменистая местность, скалы».